# Martin-Luther-Schule (Marburg)

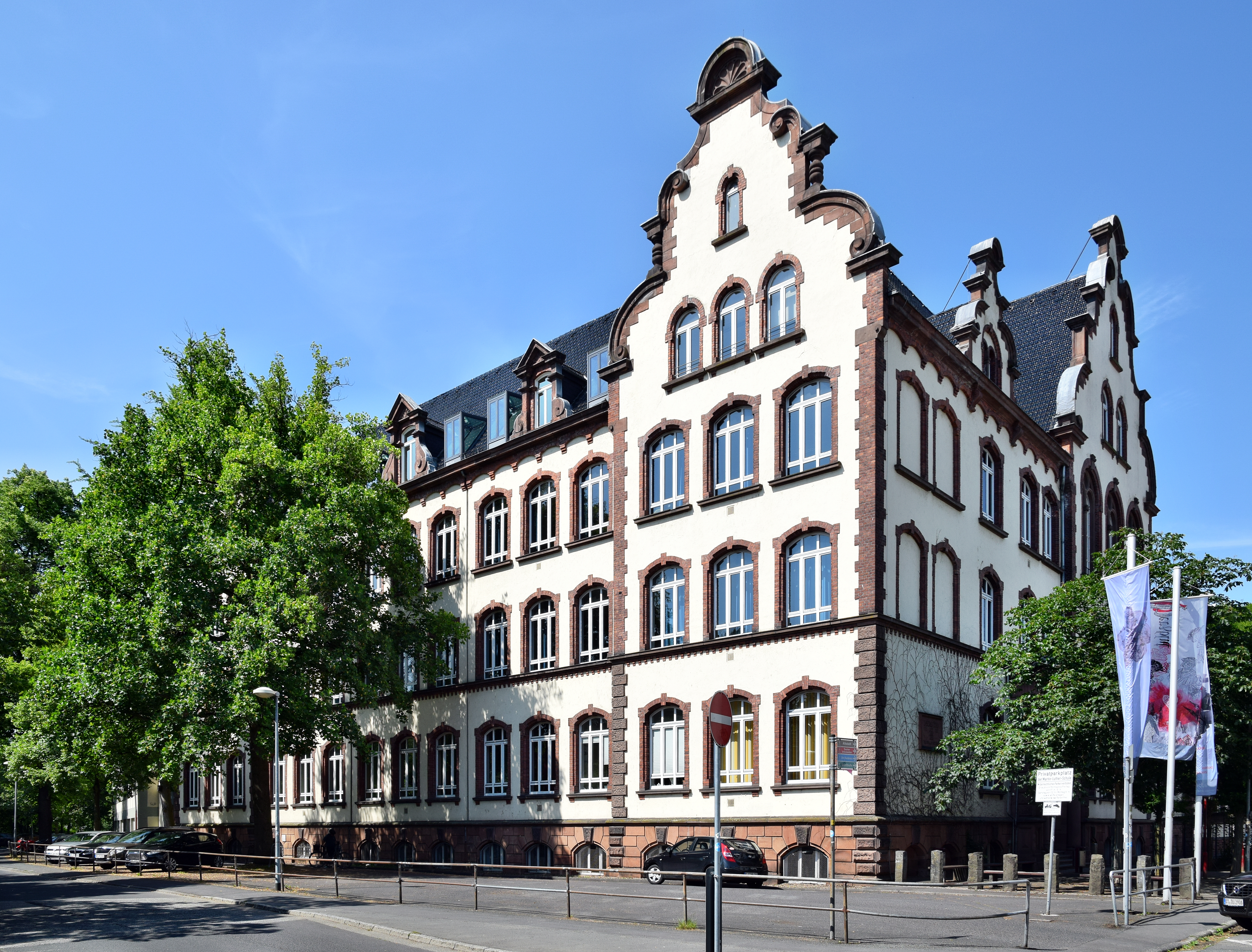
Ansicht der MLS, Gebäude aus der Gründerzeit

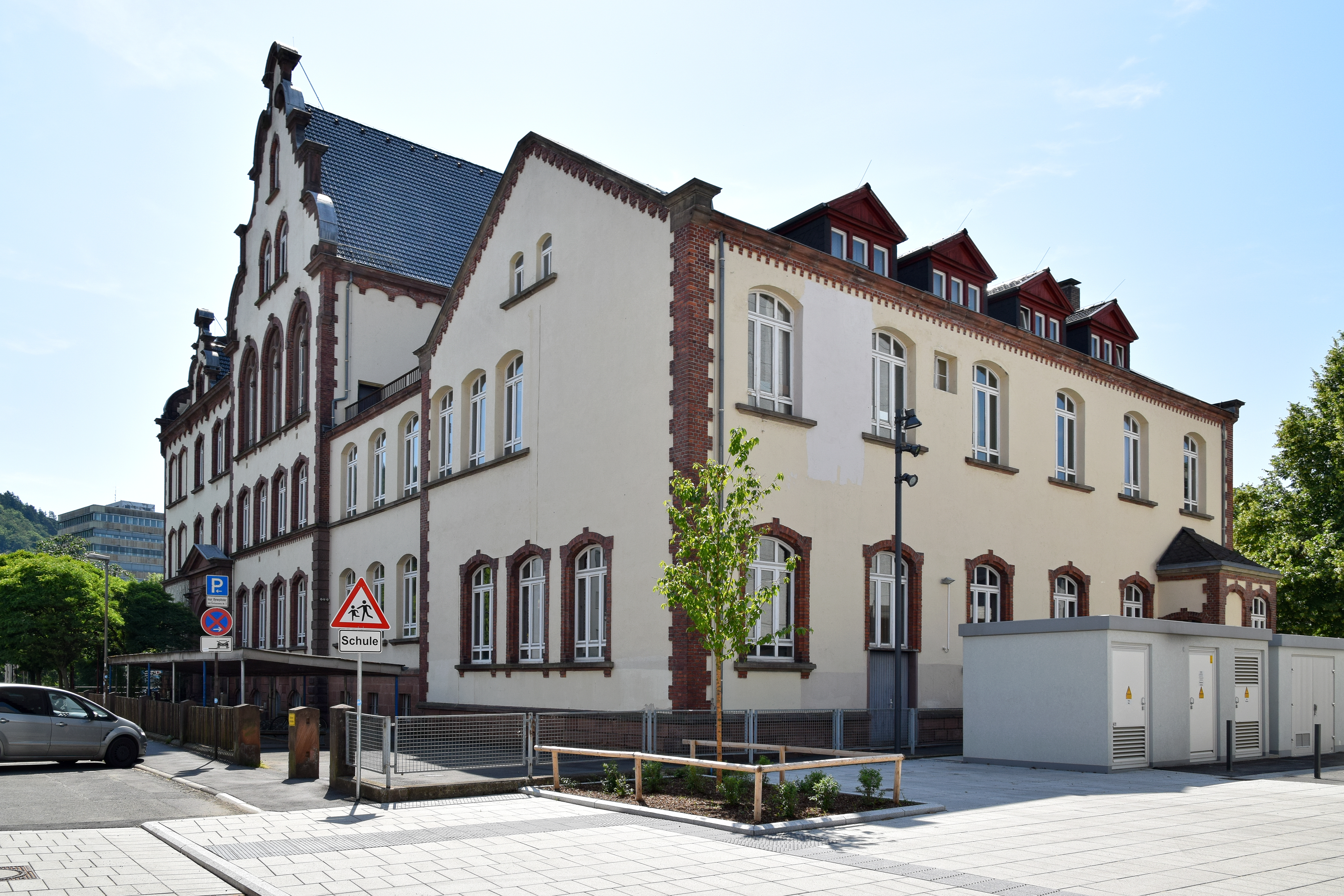
Ansicht der MLS, Gebäude aus der Gründerzeit

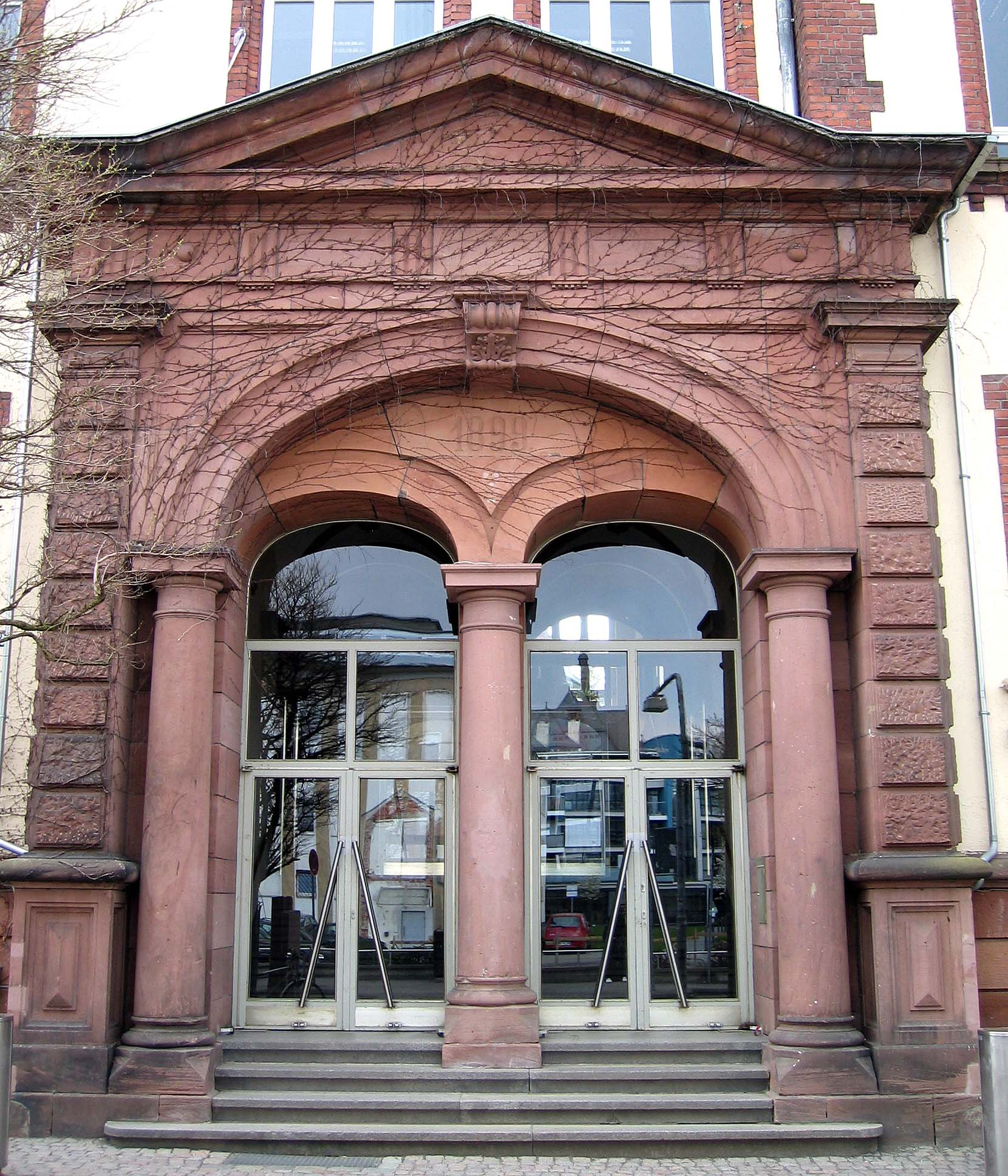
Haupteingang – über der Mittelsäule ist das Baujahr eingraviert

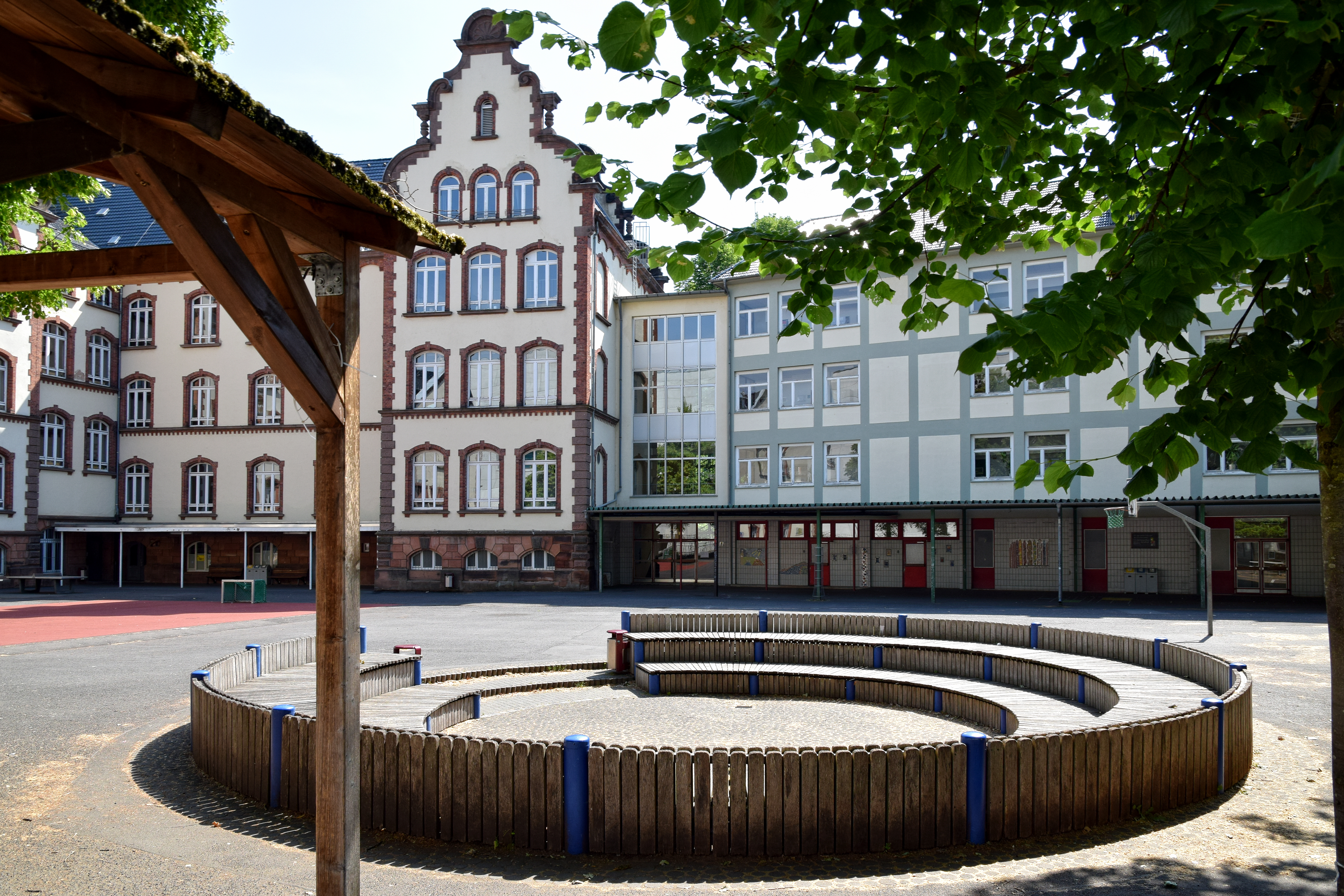
Schulhof

Die Martin-Luther-Schule, kurz MLS, ist ein Gymnasium mit Oberstufe in Marburg mit ca. 1200 Schülerinnen und Schülern und ist eine von fünf sogenannten Leuchtturmschulen des Landes Hessen.

## Geschichte

Neubau der Martin-Luther-Schule (links)

Die Schule wurde am 8. Oktober 1838 als zweiklassige Realschule gegründet und residierte anfangs in Bürgerhäusern Am Grün 3 und in der Nikolaistraße 4. Im Jahre 1899 erhielt die nunmehrige Oberrealschule für Jungen ein eigenes Gebäude am Biegen (heute Savignystraße 2), das noch heute als Hauptgebäude dient. Im Jahre 1933 wurde die Schule in „Adolf-Hitler-Schule“ umbenannt. Nach dem Krieg wurde sie mit Fritz Dickmann als Direktor neu aufgebaut. Im Jahre 1957 erhielt die Schule den Namen „Martin-Luther-Schule“, nachdem andere Namen, teilweise mit Lokalbezug, verworfen worden waren. Seit ihrer Gründung war die MLS eine Jungenschule, 1969 wurde die Koedukation eingeführt.
Ursprünglich als Realschule gegründet, ist die Martin-Luther-Schule nach mehreren Wechseln ihrer Schulform von Realprogymnasium, Oberrealschule bis Realgymnasium heute ein Gymnasium mit naturwissenschaftlichem und musikalischem Schwerpunkt.
In den 1960er Jahren wurde ein naturwissenschaftlicher Trakt angebaut, 1979 ein zweistöckiger Bau für die Unterstufe angefügt und letzterer im Jahr 2000 auf drei Stockwerke aufgestockt. Im Jahr 2010 wurde ein zusätzliches Gebäude mit speziellen Musikräumen sowie einer neuen Cafeteria fertiggestellt.
Im Jahr 1999 wurde das Hauptgebäude hundert Jahre alt und im Jahr 2013 wurde das 175-jährige Jubiläum mit einer Festwoche gefeiert.
Seit 2003 gehört die MLS zum nationalen Exzellenz-Netzwerk MINT-EC.
Im Jahr 2016 wurden mit der Sanierung des Erwin-Piscator-Hauses vier neue Unterrichtsräume zwischen dem Erwin-Piscator-Haus und der bereits bestehenden Cafeteria hinzugefügt.

## Leuchtturmschule
Die MLS ist „Schulisches Zentrum für Naturwissenschaften und Begabtenförderung“ im Rahmen des Projekts „Leuchtturmschulen“ des Hessischen Kultusministeriums. Im Rahmen dieses Projektes wurden vier Schulen in Hessen als Leuchtturmschulen mit verschiedenen Schwerpunkten festgelegt. Die MLS hat den Schwerpunkt Naturwissenschaften. Außer ihr wurden noch die Musterschule Frankfurt am Main (Schwerpunkt Musik), die Lichtenbergschule Darmstadt (Sprachen) und die Georg-Christoph-Lichtenberg-Schule (Kassel) (Mathematik) ausgezeichnet. Grundlage für das Projekt ist das Regierungsprogramm 2003–2008. Durch die Teilnahme am Projekt eröffnen sich der MLS zusätzliche pädagogische Möglichkeiten. Dazu gehören die Förderung von besonders begabten Schülern im Bereich Mathematik, Pflege und Ausbau von Aktivitäten in den Naturwissenschaften und die Zusammenarbeit mit der Philipps-Universität Marburg. Dies wird vor allem dadurch ermöglicht, dass der MLS zirka 51 zusätzliche Lehrerstunden zustehen. Alle drei Jahre muss die Schule sich erneut bewerben. Der Fachbereich 3 der MLS, Naturwissenschaften und Mathematik, hat für das Projekt ein Programm entwickelt. Es besteht aus den folgenden Punkten:
1. Schüler/-innen experimentieren
2. Förderung aller Schüler
3. Schule und Unterricht weiterentwickeln

Zu den schulischen Projekten, die die MLS als Leuchtturmschule bereits realisiert hat, gehören unter anderem die NaWi-Tage mit Exkursion in der Klasse sechs, eine Mathe-Rallye in der Jahrgangsstufe 5, die Chemie-AG in der fünften und sechsten Klasse, Mathematik-Crashkurse in den Klassen 9 bis 11 und Mathewettbewerbstraining.
Zusätzlich bietet die MLS die Möglichkeit zum Belegen von drei naturwissenschaftlichen Fächern in der gymnasialen Oberstufe, Hochbegabtenförderung mit Gütesiegel und Teilnahme an diversen Entwicklungs- und Forschungsprojekten.

## Partnerschulen
- Greenwood Academy, Irvine,  Schottland
- Col.legi San Vincente de Paúl de Sóller, Mallorca,  Spanien
- Lycée Saint-Benoît d’Istanbul,  Türkei
- Lycée du bois d’amour, Poitiers,  Frankreich
- Collège rabelais, Poitiers,  Frankreich
- Institut Saint-Roch, Theux  Belgien

## Bekannte ehemalige Lehrer
- Fritz Dickmann, erster Nachkriegsdirektor, später Professor für Neuere Geschichte an der FU Berlin.
- David Käbisch, später Professor für Evangelische Theologie und Religionspädagogik an der Universität Frankfurt am Main

## Bekannte ehemalige Schülerinnen und Schüler
- Judith Affeld, ehem. deutsche Fußballerin
- Benjamin Biehn, deutscher Drehbuchautor
- Friedrich Bohl, CDU-Politiker
- Heinz Düx, Rechtswissenschaftler, Untersuchungsrichter im Auschwitzprozess
- Ibrahim El-Zayat, deutscher Funktionär islamischer Organisationen in Europa
- Raimund Gaebelein. heute (2010) Politiker Der Linken in Bremen
- Erwin Piscator, Theaterintendant und Regisseur
- Hermann Reis, jüdischer Rechtsanwalt und Notar, 1944 in Auschwitz ermordet
- Thomas Spies, SPD-Politiker
- Karl Ziegler, Nobelpreis für Chemie 1963